# Cluzeau

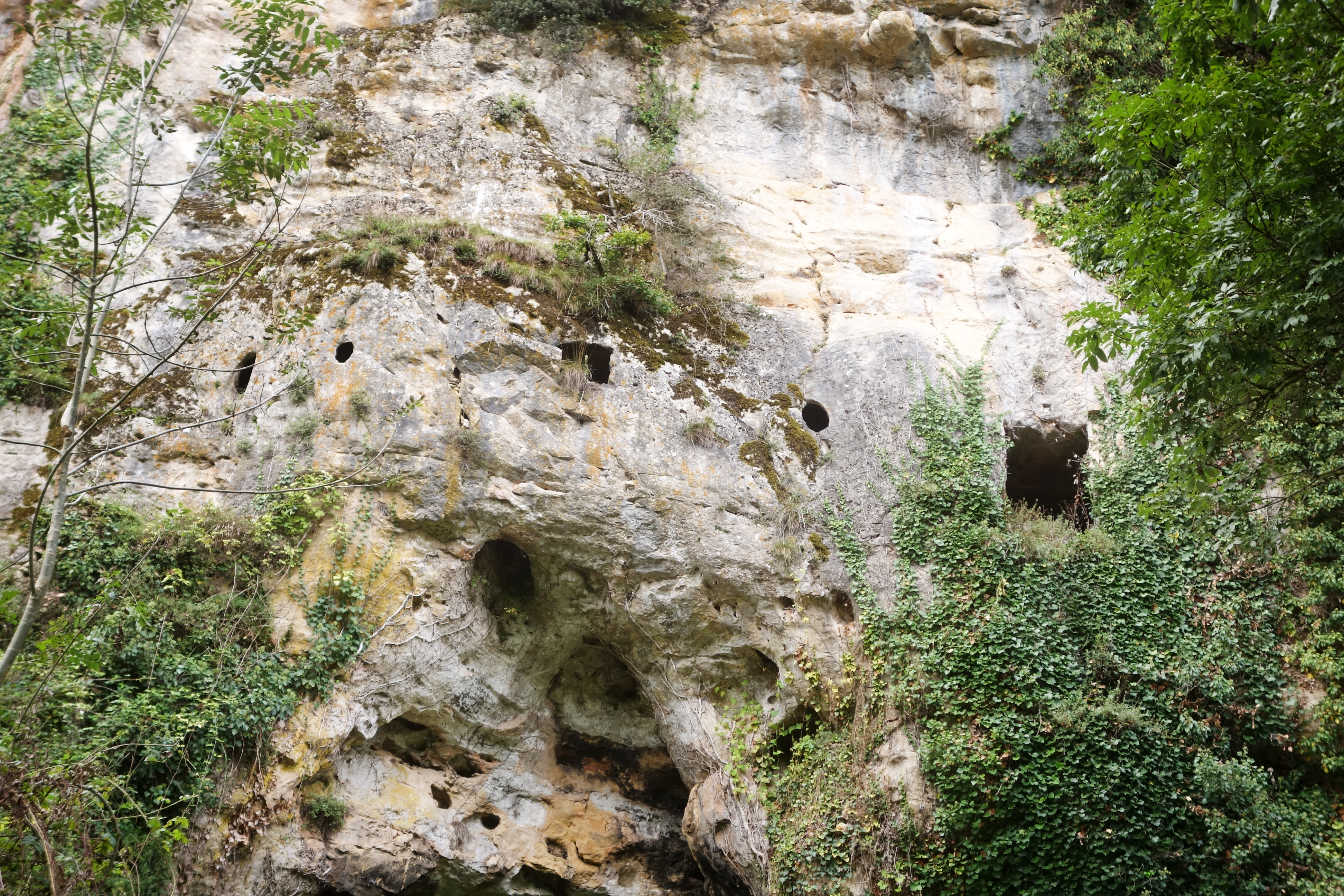
Le cluzeau du Piage à Fajoles, Lot.

Un cluzeau, cluseau, ou cruzeau, est dans le nord de l'Aquitaine, le Limousin, le Périgord et dans le nord occitan, un abri caverne creusé dans le sol ou taillé dans une paroi rocheuse. Les cluzeaux sont des cavités artificielles, mais peuvent toutefois résulter de grottes en partie retaillées.
Ce terme qui est inconnu en langue française peut être rapproché d’abri troglodytique, ou souterrain-refuge, ou fort de falaise.

## Typologie simplifiée

### Les cluzeaux souterrains
Ce sont des souterrains-refuges, aménagés sous le sol, parfois sous un bâtiment. Ils comportent un escalier descendant étroit et une ou plusieurs chambres. On peut distinguer des dispositifs de fermeture, des trous de visée, des conduits, des chausse-trappes, des silos, des aménagements divers.
Certains présentent des systèmes très simples avec une seule chambre, d’autres sont très complexes.
Des cluzeaux souterrains ont été retrouvés dans les calcaires, les grès et même les marnes ou sables argileux, jamais dans les granites. On a trouvé toutefois des sortes de cluzeaux entre les blocs de granite érodés en boule (Poitou).

### Les cluzeaux en paroi
Ils sont souvent nommés cluzeaux ou forts « de falaise » par analogie, car la falaise est un terme plutôt maritime. Ces abris troglodytiques sont creusés dans les parties élevées des escarpements rocheux, parfois sur plusieurs étages.
Ils sont occasionnellement reliés par des couloirs ou peuvent déboucher sur le plateau.
Ils peuvent constituer des forteresses. Des trous de boulin indiquent qu’ils ont pu supporter des hourds.

## Archéologie
Les cluzeaux sont à distinguer des habitats troglodytiques, leur rôle étant principalement défensif. Ce sont des refuges et même s’ils sont souvent habitables, ils n’étaient occupés qu’en période d’insécurité.

La région des Eyzies comporte de magnifiques ensembles aériens le long de la Vézère, comme la Roque Saint-Christophe, ou sur les bords des Beunes. Il est à noter que si au Moustier les gisements du Paléolithique moyen sont mondialement connus (puisqu’ils sont à l’origine du nom Moustérien), les abris en paroi sont au maximum médiévaux.

Les travaux effectués par la « Société française d’étude des souterrains », ainsi que par diverses sociétés historiques et spéléologiques (S.-C. Périgueux), montrent que les cluzeaux ont été créés et occupés à différentes époques troublées, comme lors des grandes invasions du IXe siècle, ou lors des guerres de religion au XVIe siècle.

## Étymologie
Ce mot est une francisation régionale du mot nord-occitan cluseu (sud-occitan clusèl), du latin, cludere « clore ». La forme en –z– est majoritaire en toponymie. Le toponyme est implanté dans les Charentes, le Limousin, le Lot-et-Garonne, le Périgord, et dans le Sud-Est[réf. nécessaire].